# یک قناری، یک کلاغ
یک قناری، یک کلاغ به کارگردانی و نویسندگی اصغر عبداللهی محصول سال ۱۳۹۵ است. این فیلم تنها دو شخصیت دارد که حبیب رضایی و هنگامه قاضیانی آن را بازی می‌کنند.

## داستان فیلم
مرد دریک لحظه غفلت و غیظ با طپانچه‌ای به همسرش شلیک می‌کند و به چشم او آسیب می‌زند. خانواده ودوستان مرد به او هشدار می‌دهند که همسرش اگر درخانه مانده برای انتقام از اوست … سکوت میان زن و مرد مزمن و مداوم می‌شود تا روزی فرا می‌رسد که باید تکلیف این سکوت یک ساله روشن شود.

## بازیگران
- حبیب رضایی
- هنگامه قاضیانی[۲]